# Мохок
Мохок (самоназвание: Kanien'kehá:ka; на английски: Mohawk) е индиански народ, член на Ирокезката конфедерация. Тяхното самоназвание е Kanienkeh (с варианти Kanienkehaka и Kanien'kehá:ka) и означава „народът на кремъка“.
Съвременните мохок населяват малък брой индиански резервати в Канада и САЩ. Поради по-специалните данъчни и законови уредби на териториите на тези резервати се намират множество казино зали, както и се обслужват сървърите на онлайн-казина. Освен в хазартната индустрия, населението е заето в строителството и селското стопанство, където важно значение има отглеждането и преработването на специален сорт тютюн.

## Име
Като членове на Ирокезката лига, мохок са известни като „пазителите на източната врата“ на владенията на ирокезите. В Съвета на Лигата са наричани „големи братя“ или „чичовци“, заедно със сенека и онондага. В Съвета мохоките имат 9 представители, по трима от всеки клан на племето мечка, вълк и костенурка. Всеки от деветимата представители носи конкретно име, което получава при встъпване в длъжност: Текариокен, Хайенуата, Сатекариуат – от клана мечка, Оренрекоуа, Дейонекон, Шареноуанен – от клана вълк и Дехенакарин, Растауенсеронта, Шоскохароуанен – от клана костенурка. В рамките на племето клановете вълк и костенурка формират една фратрия, а клана мечка друга фратрия.
За произхода на самото име мохок има различни теории. Най-разпространената е, че то идва от езика на нарагансет, които наричат мохоките „мохоуанук – ядящите хора“. За себе си мохоките говорят като за „каниенке каниенкехака, ганиенгехака – хората на кремъка“. На абенаките са известни като „макуа“, което име по-късно се възприема от холандците. На французите са известни като „аниер“, което е съкратената форма на „аниерронон“, както ги наричат хуроните.

## История
Традиционната родина на мохоките се простира между Сейнт Лорънс и река Мохок. На запад граничи с онайда, а на изток достига до Грийн Маунтънс във Вермонт. Още през 1603 г., докато е в Тадосак, Самюел дьо Шамплейн чува за мохоките и тяхната страна. През юли 1609 г. той за пръв път се среща с тях, когато придружава смесен въоръжен отряд от хурони, алгонкини и монтанаи до езерото Шамплейн. При езерото те се натъкват на отряд мохоки и влизат в битка с тях. По-добрите оръжия принуждават мохоките да отстъпят. На следващата година, Шамплейн участва в нова атака срещу село на мохок, разположено на река Ришельо. До 1610 г., с помощта на французите, мохоките са изгонени от горната част на Сейнт Лорънс, а алгонкин и монтанаите поемат контрола над района и търговията за следващите 20 години.
През 1610 г. холандците пристигат в долината на река Хъдсън и мохоките започват да търгуват с тях чрез посредничеството на махиканите. В постоянна война с хуроните, алгонкин и монтанаите на север, през 1615 г. мохоките влизат и във война със саскуеханок на юг. Подозирайки, че французите стоят зад тази нова конфронтация, холандците подкрепят мохоките срещу саскуеханок. Този акт спечелва мохоките на страната на холандците. За мохоките обаче има един важен проблем. Махиканите, които живеят в долината на Хъдсън, блокират прекия достъп на мохоките до холандските търговци и искат да се плаща данък за преминаване през територията им. Заради това положение на нещата, между двете племена периодично избухват конфликти, които холандците с големи усилия успяват да прекратят.
През 1624 г. е построен Форт Ориндж, който е по-близо до мохоките, но амбициите на холандците са да открият нова търговия със северните племена чрез посредничеството на махиканите. Този нов необмислен акт на холандците отново тласка мохоките и махиканите във война. До 1628 г. махиканите са победени и принудени да изоставят селата си западно от река Хъдсън. Елиминирайки посредника в търговията, от този момент мохоките стават основен търговски партньор на холандците. За да търгуват обаче индианците се нуждаят от кожи, а родината на ирокезите е бедна на животни с ценна кожа. За да ловуват, племената все по-често навлизат в териториите на съседите си, а това води до конфликти. Резултатът от тази конфронтация е избухването на Бобровите войни (1629 – 1701). След победата над махиканите, мохоките продължават да воюват на изток с племената в Нова Англия, а и на север с алгонкините и монтанаите. До 1642 г., подкрепяни от онайда, мохоките успяват да изгонят и последните групи алгонкини и монтанаи от горната част на Сейнт Лорънс. След като се справят с враговете си на изток и на север, ирокезите насочват силите си на запад и на юг. До 1653 г. те последователно се справят с хуроните, тиононтатите, венро, нейтрал и ери.
През 1651 г. мохоките влизат във война със саскуеханок на юг. През 1655 г. между двете племена е сключен мир и мохоките, подкрепяни от онайда се насочват отново към племената в Нова Англия. До 1665 г. сококите и пенакук са принудени да изоставят горната част на река Кънектикът. Губейки все повече и повече от съюзниците си, французите предприемат контра мерки. През 1665 г. в Канада от Франция са изпратени 1200 редовни войници, които имат задачата да защитават Нова Франция от ирокезите. През зимата на 1666 г. войниците предприемат серия от нападения в родината на ирокезите и до 1667 ги принуждават да поискат мир. Мирното споразумение обаче не включва френските индиански съюзници. Непритеснявани сега от французите, мохоките отново насочват вниманието си към племената в западна Нова Англия. До 1670 г. повечето сококи са принудени да търсят закрила на север при французите на Сейнт Лорънс. Мирът с махиканите е подписан две години по-късно. Междувременно много мохоки, които приемат християнството са принудени от Лигата да напуснат родината си. Те се преместват на север при французите и се установяват близо до Монреал, в село известно като Канауага. До 1680 г. повечето мохоки се преместват в Канауага и в съседните мисии и впоследствие стават съюзници на французите. Тези, които остават в родината си в Ню Йорк са лоялни към британците. Въпреки разделението на племето, хората поддържат връзка помежду си и в последвалите войни между Франция и Англия избягват открита конфронтация.

### Войната за независимост и последиците от нея
Поради близките отношения на мохок с британската колониална администрация, племето в Ню Йорк взема страната на Великобритания в Американската война за независимост. След победата на колонистите и създаването на Съединените американски щати представители на племето, основно по инициатива на Джоузеф Брант, закупуват на преференциални цени обширни територии в Горна Канада (днешна провинция Онтарио), разположени по границата с щата Ню Йорк. Причините за това са, че от една страна предвид ожесточените бойни действия между тях и американските колонисти, мохок очакват репресии от страна на новосъздадената държава, а от друга британските власти в Канада се стремят да заселят слабо населените земи по границата със Съединените щати като буфер пред евентуална териториална експанзия. Така е поставено началото на съществуващия и до днес в Канада индиански резерват на „Шестте нации на Великата река“ (Six Nations of the Grand River), намиращ се в окръг Брант, провинция Онтарио, кръстен на именития водач на мохок.

### Съвременни мохок
В края на 20 и началото на 21 век, мохок е най-голямата ирокезка общност с над 35 000 записани членове. Голяма група канауага живее в Бруклин, но единственият им резерват в САЩ е Сейнт Реджис на границата с Квебек, в който живеят около 7700 мохоки. В Канадската си част резервата Сейнт Реджис се казва Акуасасне и в него живеят около 5700 души. Почти 12 000 мохоки са част от Шестте нации в резервата на Гранд Ривър, на Уата мохок нация, Куинти и Тиенденага (Десеронто) в Онтарио. Останалите мохоки живеят в Квебек – 8200 в Канауаке (Канауага) и 1800 в Канесатаке (Ока).